# 金利豐金融
金利豐金融集團有限公司（港交所除牌前：1031）是香港的一間上市公司，前身是由當時創辦人黃永盛先生的「錶準時製造有限公司」的「錶準時國際集團有限公司」，在1996年於香港交易所主板上市，當時業務是生產錶。到了2000年發生財政問題，第一次易手給企業投資者，易名為「邁特科技集團有限公司」，其後再出售給金利豐證券創辦人女兒朱李月華女士，再更名為「黃金集團有限公司」。集團已成功出售於手錶相關製造及貿易之100%股權。

## 大事記
2010年，黃金集團宣佈以120億元代價向朱李月華全購金利豐全數權益。其中金利豐證券是由朱李月華於1992年創立，專為香港二三線上市公司提供融資服務。收購完成金利豐證券、期貨、財務顧問及資產管理業務後，黃金集團易名為金利豐金融。平安保險旗下的平安人壽及西京投資亦有入股金利豐金融。
根據彭博統計，2016年全年，金利豐於香港證劵市場股票配售及包銷商排名中排名第一，配售項目達47宗。此外，金利豐亦為香港三大收購及合併財務顧問之一，交易項目達22宗。
2019年3月7日，金利豐被證監會封場搜查。2022年3月30日，黃金集團宣布結束營運。2022年10月25日，金利豐金融獲大股東朱李月華提出以每股0.3港元私有化，溢價47.78%。

## 其他業務
金利豐金融旗下黃金集團主要從事酒店（包括主要資產澳門君怡酒店及皇家金堡酒店）及博彩業務。

## 外部連結
- 金利豐金融公司網站 （页面存档备份，存于）
- 黃金集團公司網站
- 金利豐金融集團電視廣告 （页面存档备份，存于）